# Битка при Аравзио
Битката при Аравзио се провежда на 6 октомври 105 пр.н. при Аравзио (сега Оранж (Orange), Франция) на река Рона. Тя е част от Кимврийската война – военен конфликт между Римската република и племената на кимври и тевтони. Римските войски са предвождани от консулите Гней Малий Максим и Квинт Сервилий Цепион, племената са предвождани от Боиорикс и Тевтобод. Разногласията между Максим и Цепион стават причина за пълното поражение на римските сили. Ужасяващият разгром дава възможност на Гай Марий да проведе радикална реформа на римските легиони в тяхната организация и в набирането на войници. Римските загуби са 80 000 легионери, както и 40 000 помощни войски и обслужващ персонал – почти всички римски сили, участващи в битката.

## Предистория
По неизвестни причини (вероятно заради климатични промени и наводнения) около 120 – 115 пр.н.е., кимврите напускат територията която обитават при Балтийско море на полуостров Ютланд и Южна Скандинавия и тръгват на югоизток, като скоро се присъединяват към техните съседи тевтоните. Двете племена заедно побеждават скордиските и боите – много хора от които вероятно се присъединяват към тях след загубите. През 113 пр.н.е. достигат Дунав и Норик територии на съюзническото на Рим племе – тавриски (Taurisci). Тавриските не са в състояние сами да отблъснат тези нови силни нашественици и се обръщат с искане за помощ от Римската република. На следващата година консула Гней Папирий Карбон повежда легиони към Норик, където взима защитна позиция близо до Аквилея. Карбон настоява кимврите и техните съюзници да напуснат веднага провинцията. Кимврите първоначално са съгласни за мирно разрешаване на спора, но след като разбират за това че Карбон им е устроил засада, разгневени от римското двуличие атакуват. В последвалата битка при Норея римската армия е разгромена, а самия Карбон едва спасява живота си с бягство.
Победата на племената при Норея и промяната в баланса на силите, провокира и други племена да въстанат срещу Рим – като хелветите, които са във война с републиката. Нападенията над римски сили и временен бунт в Тулуза, карат римляните да мобилизират две силни армии и големи конни съединения командването на легата Марк Аврелий Скавър в района.
След като си връща контрола над Тулуза, проконсулът Квинт Сервилий Цепион приема отбранителна стратегия в изчакване да види дали кимври и тевтони ще опитат ново нахлуване в римските територии. Племената предприемат настъпление през 105 пр.н.е. Сенатът изпраща Гней Малий Максим с армия да се присъедини към Цепион при река Рона, като по този начин обединените армии имат за цел да сложат точка на конфликта веднъж завинаги.

## Битката
Още преди началото на битката в римските сили има проблеми. Като консул за годината Гней Малий Максим по правило е командващ на армиите, Максим е homo novus заради което проконсулът Квинт Сервилий Цепион, който е патриции отказва да се подчинява на човек от простолюдието и вдига лагера си на отсрещния бряг на реката.
Първият сблъсък е между римски легионери под командването на легата Марк Аврелий Скавър и авангарда на кимврите. В последвалото сражение римляните са победени, а Марк Аврелий Скавър е пленен и закаран при Боиорикс. Въпреки че е пленен Скавър не се държи смирено и нахално съветва Боиорикс да поведе хората си извън пределите на Римската република, преди той и племената да бъдат избити от легионите. Кралят на кимврите разгневен от тази дързост заповядва римския легат да бъде екзекутиран. Скавър е убит, като е запален жив.
Междувременно Максим успява да убеди Цепион да премести силите си от същата страна на реката, но въпреки това проконсулът вместо да обедини силите си с тези на Максим, вдига втори лагер близо до линиите на врага. При вида на двете римски армии, Боиорикс преосмисля ситуацията и решава да започне преговори с Гней Малий Максим.
Цепион опасявайки се от това, че преговорите могат да минат гладко и големия печеливш от ситуацията да излезе плебеят Гней Малий Максим, който ще се върне като герой в Рим, заповядва атака на силите си срещу племената и започва едностранно нападение срещу лагера на кимврите на 6 октомври. След прибързаната си и необмислена атака и при яростната съпротива на племената легионите на Цепион са напълно разгромени, а оставеният без защита римски лагер е разграбен от кимврите.
След лесната победа и с приповдигнат морал, кимврите прекратяват преговорите и нападат и силите на Максим. Отслабените от вътрешните борби за власт на консулите, а и след като стават свидетели на клането на легионите на Цепион, деморализираната армия на Максим става лесна плячка за племената. Вероятно при други обстоятелства римските легиони щели да имат шанса да избягат, но сега зле позиционираният им лагер ги оставял с гръб към реката, като по този начин бягството било невъзможно. Много легионери отчаяно се опитали да спасят живота си с плуване но екипировката и бронята им станали причина по-голямата част от тях да намерят смъртта си в този опит.

## Последици
Малцина са римляните успели да се спасят в ужасяващото клане. Тит Ливий твърди, че жертвите на римляните в тази битка са 80 000 души, Теодор Момзен добавя към тях още 40 000 души помощни войски и обслужващ персонал. И двамата – консула Гней Малий Максим и проконсула Квинт Сервилий Цепион успяват да спасят живота си. И двамата са изправени пред съда обратно в Рим, заради поражението си в битката при Авразио, двамата са опозорени и са им отнети всичките титли и отличия. Освен това Цепион е изпратен в изгнание, тъй като към него са отправени и обвинения в присвояване на огромно количество злато в Толоза.
Римляните са нация водила множество войни и свикнала с военните загуби, но пораженията в тази война и в частност поражението при Аравзио изключително много разтревожва гражданите на републиката. Поражението оставя Рим от една страна с недостиг на работна ръка, а от друга страна без защита срещу ужасяващ враг на прага на римската територия, които всеки момент можело да реши да премине през вече незащитените планински проходи и да навлезе в „сърцето“ на републиката. В Рим преобладаващото мнение е, че разгрома се дължи на грешките и арогантността на Квинт Сервилий Цепион, а не на небоеспособността на римската армия – тъй като Цепион е патриции се засилва и негативното отношение към управляващата аристокрация.
Следващият сблъсък на кимврите е срещу племето арверни. След победата си над аверните, по необясними причини кимврите се оттеглят към Пиренеите, вместо да навлязат в римските територии. Това дава на Рим необходимото време за реорганизиране на армията и издигането на човека, който по-късно ще стане известен като „спасителят на Римската република“ – Гай Марий.